# ヒットで勝負!!
『ヒットで勝負!!』（ヒットでしょうぶ）は、1971年7月5日から同年9月27日までNETテレビ系列局で放送されていたNETテレビ（現・テレビ朝日）製作の歌謡バラエティ番組である。全13回。放送時間は毎週月曜 21:00 - 21:56 （日本標準時）。

## 概要
歌手をゲストに迎えての音楽企画と、レギュラー出演者のなべおさみと大信田礼子と坂本スミ子によるコント企画で構成。主な企画に「なべのスター紙芝居」があった。